# Keith Van Horn
Keith Van Horn (ur. 23 października 1975 w Fullerton) – amerykański koszykarz, grający na pozycji niskiego skrzydłowego,  dwukrotny finalista NBA (2002, 2006).
Keith Van Horn występował w lidze NBA w latach 1997–2006. Został w drafcie 1997 wybrany z numerem 2 przez zespół Philadelphia 76ers, ale jeszcze w dniu draftu został oddany do zespołu New Jersey Nets w którym występował do 2002. W swoim pierwszym sezonie gry na parkietach NBA zdobywał średnio 19,7 punktów i 6,5 zbiórki na mecz, dzięki czemu został wybrany do zespołu najlepszych debiutantów NBA All-Rookie Team. Zajął też drugie miejsce w głosowaniu na debiutanta roku. Koszykarz był porównywany do Larry'ego Birda. 
W sezonie 1998/1999 zajął 5 miejsce w klasyfikacji najlepszych strzelców NBA ze średnią 21,8 punktów na mecz.
Sezonem obfitującym największe sukcesy drużynowe Van Horna w barwach New Jersey Nets był sezon 2001/2002, w którym Nets na koniec rundy zasadniczej mieli najlepszy dorobek punktowy w Konferencji Wschodniej NBA. W składzie New Jersey oprócz Van Horna występowały takie gwiazdy jak: Jason Kidd, Kenyon Martin i Richard Jefferson. W finale Konferencji Wschodniej Nets zmierzyli się z Boston Celtics, a Van Horn w meczu nr 6 celnym rzutem za 3 punkty w końcówce dał awans swojemu zespołowi do finału NBA. W finale NBA New Jersey Nets ulegli 0–4 Los Angeles Lakers.
Przed sezonem 2002/2003 Van Horn oraz Todd McCulloch zostali oddani do zespołu Philadelphia 76ers w zamian za Dikembe Mutombo. W zespole 76ers Keith Van Horn spędził tylko jeden sezon, w którym był drugim strzelcem oraz zbierającym drużyny z Pensylwanii.
Po sezonie został oddany do New York Knicks w wymianie, w której uczestniczyły w sumie 4 zespoły. W drużynie Knicks zagrał tylko jeden sezon, podobnie jak w kolejnym klubie Milwaukee Bucks. Następnie w roku 2005 trafił do Dallas Mavericks, gdzie wraz z nią wywalczył tytuł najlepszej drużyny sezonu zasadniczego Konferencji Zachodniej NBA. Sezon 2005/2006 był ostatnim w karierze w NBA Keitha Van Horna. Oficjalnie zakończył karierę w 2008 roku. Przez 9 lat gry w 5 klubach NBA zdobywał średnio 16 punktów oraz 7 zbiórek na mecz.

## Osiągnięcia
Na podstawie, o ile nie zaznaczono inaczej.
NCAA
- Uczestnik rozgrywek:
  - Elite 8 turnieju NCAA (1997)
  - Sweet 16 turnieju NCAA (1996, 1997)
  - II rundy turnieju NCAA (1995–1997)
- Mistrz:
  - turnieju konferencji Western Athletic (WAC – 1995, 1997)
  - sezonu regularnego WAC (1995–1997)
- Zawodnik roku WAC (1995–1997)[4]
- MVP turnieju konferencji WAC (1995, 1997)
- Zaliczony do:
  - I składu:
    - All-American (1997)
    - All-WAC (1994–1997)
    - turnieju WAC (1995–1997)

  - II składu All-American (1996)
- Drużyna Utah Utes zastrzegła należący do niego numer 44

NBA
- Wicemistrz NBA (2002, 2006)
- Zaliczony do I składu debiutantów NBA (1998)[5]
- Uczestnik meczu debiutantów NBA (1998)